# I Wanna Be Your Man
"I Wanna Be Your Man" é uma canção composta pela dupla Lennon/McCartney e gravada separadamente pelos Beatles e pelos Rolling Stones, sendo a versão dos Stones lançada semanas mais cedo. Tal música foi primeiramente escrita por Paul McCartney, sendo finalizada pelo mesmo e por John Lennon no canto de um quarto, enquanto Mick Jagger e Keith Richards conversavam.